# Podczaszowie radomscy
Podczaszowie radomscy – chronologiczna lista osób piastujących urząd podczaszego radomskiego.

## Podczaszy
- Hieronim Janicki 1726-1730
- Mikołaj (Stanisław) Dunin Brzeziński 1730-1731
- Jan Dobiecki 1731-1735
- Franciszek Libiszowski 1737-1764
- Ignacy Rozwadowski 1753[1]
- Wojciech Wężyk Rudzki 1764-1768
- Michał Jaksa Bąkowski 1768
- Roch Romer 1768-1793
- Cyprian Dunin-Wąsowicz 1793